# 九七式輕裝甲車
九七式輕裝甲車Te-Ke是日本帝國陸軍在1930年代後半開發，以機械化偵蒐為設計導向的履帶裝甲車（小戰車）。

## 研發概要
日本在正式的戰車兵科出現前，步兵科與騎兵科分別有因應兵科任務導向開發裝甲武器；以偵蒐為戰場定位的騎兵科開發的第一代裝甲武器為九二式重裝甲車與九四式輕裝甲車。這兩種履帶裝甲車的問題與它國超輕型戰車差不多，顯而易見的缺陷是受限在噸位，導致車輛編制人員過少，武器與裝甲也過於脆弱。1935年起，陸軍利用九四式的底盤開發換裝九四式37公厘戰車炮的實驗車，隨後由池貝汽車以九四式底盤研發下一代裝甲車原型；雖然當時民間企業當中三菱重工在履甲車的經驗最為豐富，但日軍認為三菱應專注在戰車研發生產，因此讓裝甲車研發分配由池貝鐵工負責。
九七式第一輛原型車在1937年9月出廠，原型車在內部空間上沿襲九四式，將引擎設置在駕駛左邊，換裝池貝研發的空冷柴油引擎；然而空冷設計意味者熱量逸散及隔熱問題上需要更細緻處理，沿襲九四式設計的原型車在這部分只使用石綿隔熱層設計，導致在測試評估時被大加詬病。隨後池貝在11月出廠的二號原型車則放棄既有設計全面調整，引擎被移到車體後部以鋼板隔出動力艙，可由後方出入的尾門也因此取消，取而代之的是戰鬥室乘員的負荷大為減輕，且外觀更類似九五式輕戰車；在千葉陸軍戰車學校測評後，決定採用二號原型車設計，定名為九七式輕裝甲車。
九七式與九四式之間雖然有相當多規格沿襲，但主要有以下改良點：
1. 基本武裝可選配37公厘戰車炮，除了在九四式上測試的舊版外，也可換用威力稍強的九八式37公厘戰車炮（日语：九八式三十七粍戦車砲）；但主要問題是車組員有限，因此在實際量產時只有排長車等指揮級別才會使用裝載火炮的版本，下屬車輛仍用配備車載重機槍的型號。
2. 將燃料貴且易燃的汽油引擎更換為柴油引擎，因新型引擎的輸出提高，推重比不減反增；實際耗油表現上並沒有優於汽油引擎，因此增大油箱容量維持續航里程性能。
3. 炮塔後方設置觀察窗，車體所有的觀察窗、觀測口都裝有防彈玻璃，避免在任務時遭流彈或狙擊削減戰力。
4. 變更履帶，懸吊採納原乙未生意見採全軍戰車共通設計。
5. 部分車輛增裝九四式四號丙型無線電。
6. 車體部分採納避彈角度設計，部分區域採用焊接工藝。

雖然在研發之際已有相關意見認為乘組員2人太少，要求調整為3人編制，但這牽涉到定位問題；假如履帶裝甲車可以載炮、編制3人，那以九五式輕戰車改良即可，研發專用裝甲車的前提便失去立場。致使本車最後仍維持一些看似違反世界潮流的規格，但九七式裝甲車開發時成功控制全備重量在5公噸內，因此所有標準散裝貨輪配備起重機皆可吊掛，不須額外設備支援，比起其他戰車在戰術利用彈性限制較小。

## 操作狀況
九七式裝甲車在1937年底通過驗收後，1938起正式量產，1942年左右停產；實際產量有多種說法：570輛、593輛、616輛，但共通說法是量產高峰期在1939年至1940年。日軍在各地的戰爭經驗累積下也意識到超輕型戰車毫無用處，因此在1941年底開戰前已經幾盡停止既有產線，戰鬥偵蒐則由輕戰車取代。
沿襲過去裝甲車的編制方式，編配給步兵師的偵蒐團，成為日本陸軍步兵師常備編裝中唯一可動用的機械化武力。搜索團的規模在戰爭過程中有多次改變，基本來說，裝甲車是以裝甲車連（中隊）為最基礎戰術運用單位，每連配發8輛裝甲車；一個以常備師團編裝水準的偵搜團下會有2個裝甲車連、2個汽車連，下屬編裝只有16輛裝甲車，實際戰力與規模均不足以作為機械化部隊使用；而戰爭後期設立的步兵師在偵蒐單位的編裝更小，只剩1個裝甲車連，編制5輛。
九七式在戰場除了偵蒐任務以外，也擔負部隊重裝備野戰曳引、小規模步兵戰術運輸等任務。另外日軍騎兵團編裝中也有裝甲車，但騎兵團多半納編在步兵師下，屬較為不固定的增編武力。
九七式輕裝甲車首戰是在諾門罕戰役，大放異彩的時間是在日軍入侵東南亞，由於東南亞基礎建設尚為原始，超輕型戰車可以通過盟軍認為無法通過的道路，使日軍在菲律賓、馬來西亞等地成功多次繞過盟軍防線施以打擊，使盟軍在初期潰敗速度超過上層想像。但超輕型戰車的先天性缺點在盟軍火力強化後完全浮現，12.7公厘重機槍可輕易貫穿本車裝甲，其倚仗的機動性毫無用武之地，在日軍敗退調整為防禦態勢之際，本型車也沒有明確戰果。戰後滯留在中國戰場的九七式輕裝甲車在國共內戰中使用，東南亞戰場的則在當地報廢，日本國內則有少量改造為更生戰車使用。

## 現存車輛

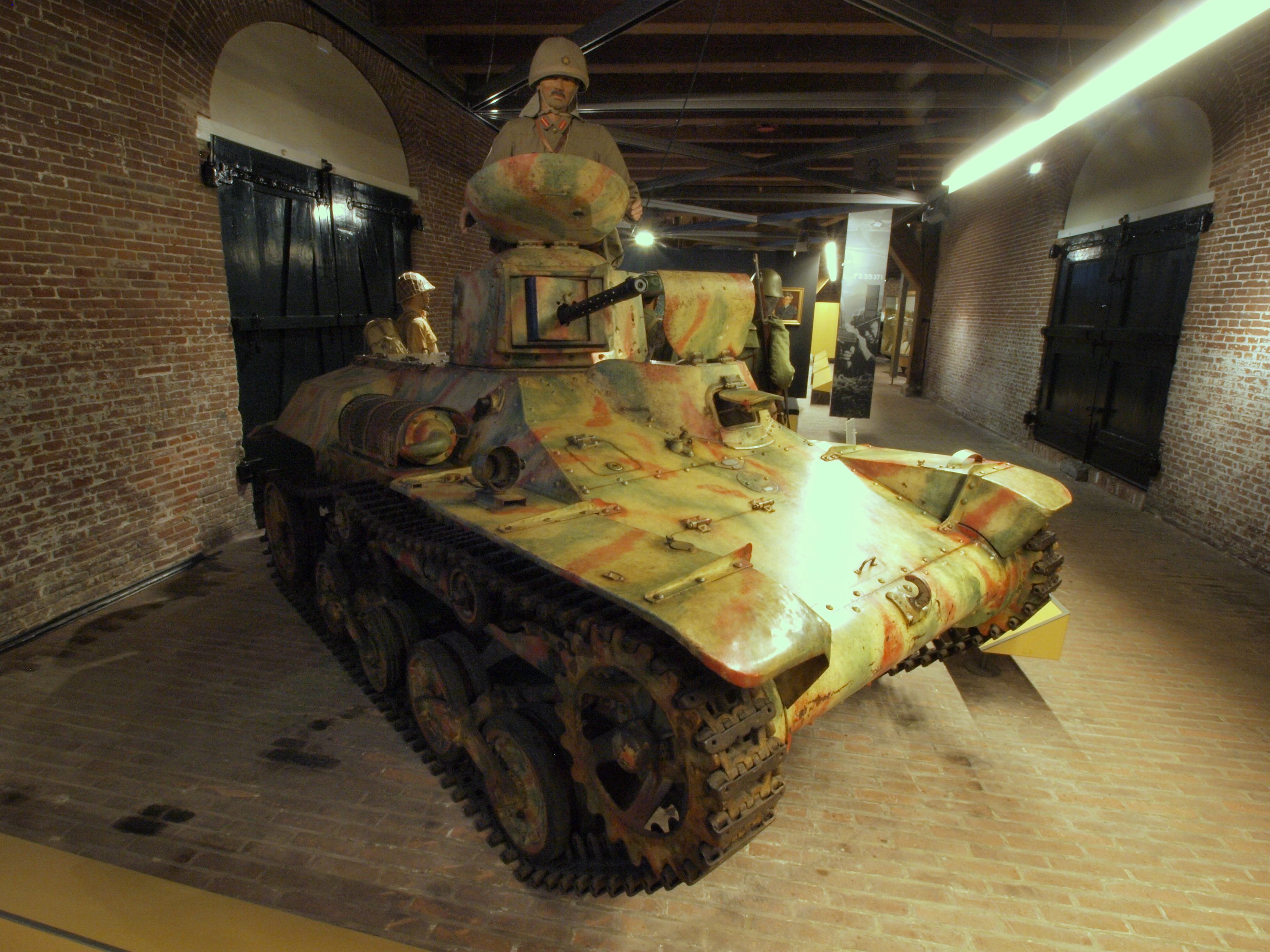
荷蘭皇家陸軍博物館蒐藏的機槍型九七式輕裝甲車

室內保存
俄羅斯庫賓卡戰車博物館
美國諾克斯堡巴頓博物館
澳大利亞陸軍戰車博物館
荷蘭皇家陸軍博物館
室外棄置品
楚克群島
新幾內亞